# Nimir Abdel-Aziz

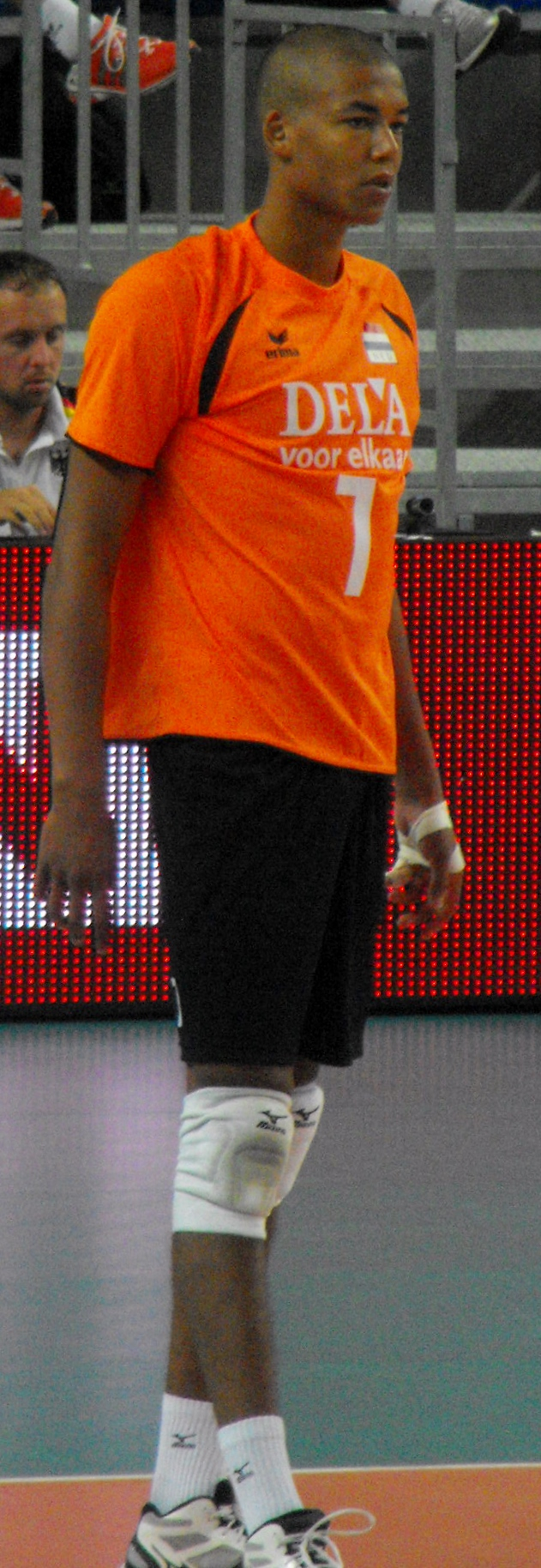
Nimir Abdel-Aziz reprezentantem Holandii w 2013 roku

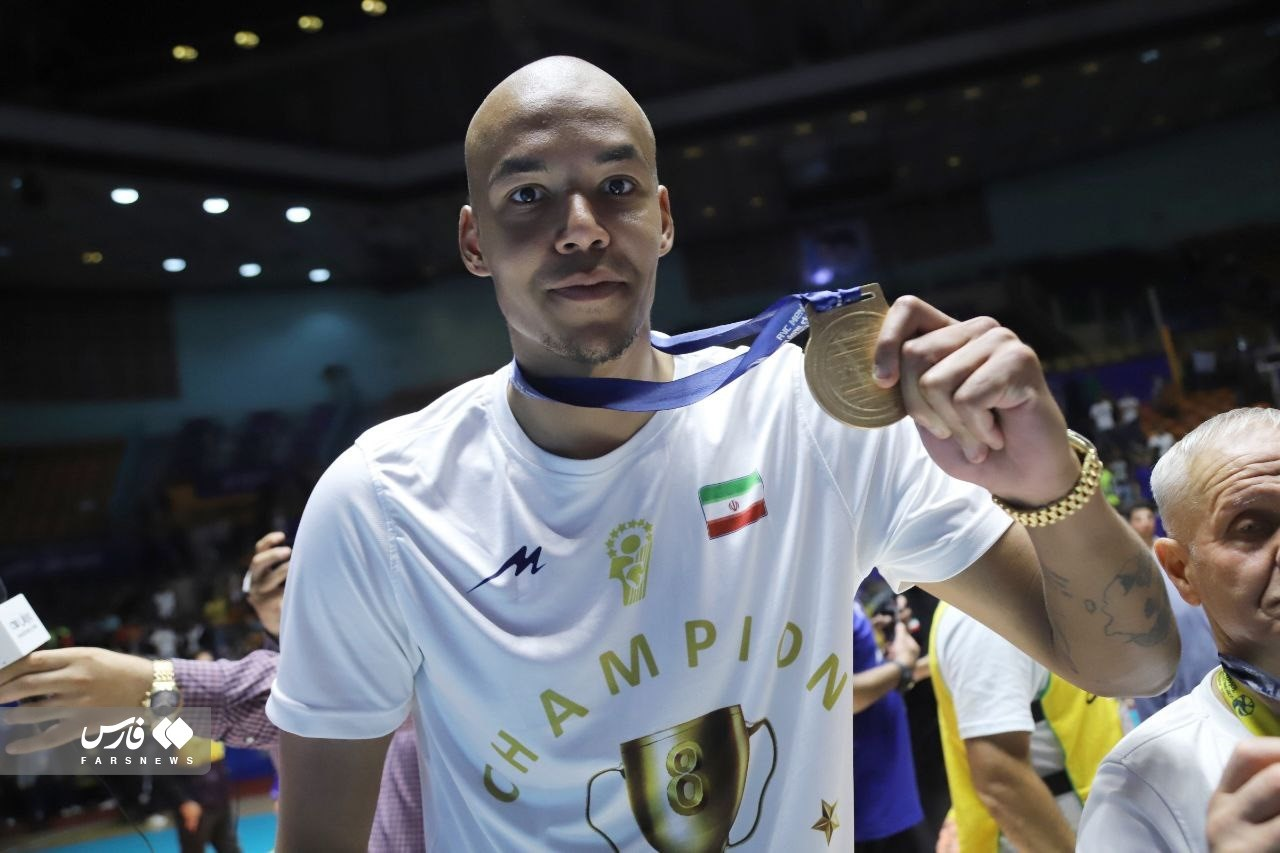
Nimir Abdel-Aziz Klubowym Mistrzem Azji w 2022 roku

Nimir Abdel-Aziz (ur. 5 lutego 1992 w Hadze) – holenderski siatkarz, reprezentant kraju, grający na pozycji rozgrywającego i atakującego. Swoją dotychczasową pozycję rozgrywającego na boisku na atakującego, zmienił gdy grał we francuskiej drużynie Stade Poitevin Poitiers w latach 2015-2017. 
W reprezentacji Holandii rozegrał 125 meczów.
20 czerwca 2024 roku w 3. tygodniu Ligi Narodów 2024 w meczu przeciwko reprezentacji Iranu pod koniec drugiego seta zaserwował piłkę z prędkością 137 km/h.

## Przebieg kariery
| Lata      | Klub                         |
| --------- | ---------------------------- |
| 2009–2010 | Dynamo Apeldoorn             |
| 2010–2011 | Landstede Volleybal          |
| 2011–2012 | Sisley Belluno               |
| 2012–2013 | Bre Banca Lannutti Cuneo     |
| 2013–2014 | Ziraat Bankası Ankara        |
| 2014–2015 | ZAKSA Kędzierzyn-Koźle       |
| 2015–2017 | Stade Poitevin Poitiers      |
| 2017–2020 | Revivre Milano               |
| 2020–2021 | Itas Trentino                |
| 2021–2022 | Leo Shoes PerkinElmer Modena |
| 2022      | Pajkan Teheran               |
| 2022–2024 | Halkbank Ankara              |
| 2024–2025 | Wolf Dogs Nagoya             |
| 2025      | Ar-Rajjan SC                 |
| 2025–     | Ziraat Bankkart Ankara       |

## Sukcesy klubowe
Puchar Holandii:
- 2010

Mistrzostwo Holandii:
- 2010

Liga Mistrzów:
- 2013, 2021

Klubowe Mistrzostwa Azji:
- 2022[10], 2025[11]

Puchar Turcji:
- 2023[12], 2024[13]

Mistrzostwo Turcji:
- 2024[14]
- 2023[15]

## Sukcesy reprezentacyjne
Liga Europejska:
- 2012
- 2019

## Nagrody indywidualne i wyróżnienia
- 2012: Najlepszy zagrywający i rozgrywający Ligi Europejskiej[16]
- 2021: Najlepszy atakujący Mistrzostw Europy
- 2022: Najlepszy siatkarz reprezentacji Holandii w 2022 roku[17]
- 2024: MVP finału Pucharu Turcji
- 2025: MVP i najlepszy atakujący Klubowych Mistrzostw Azji[18]